# Findling Gustav III.

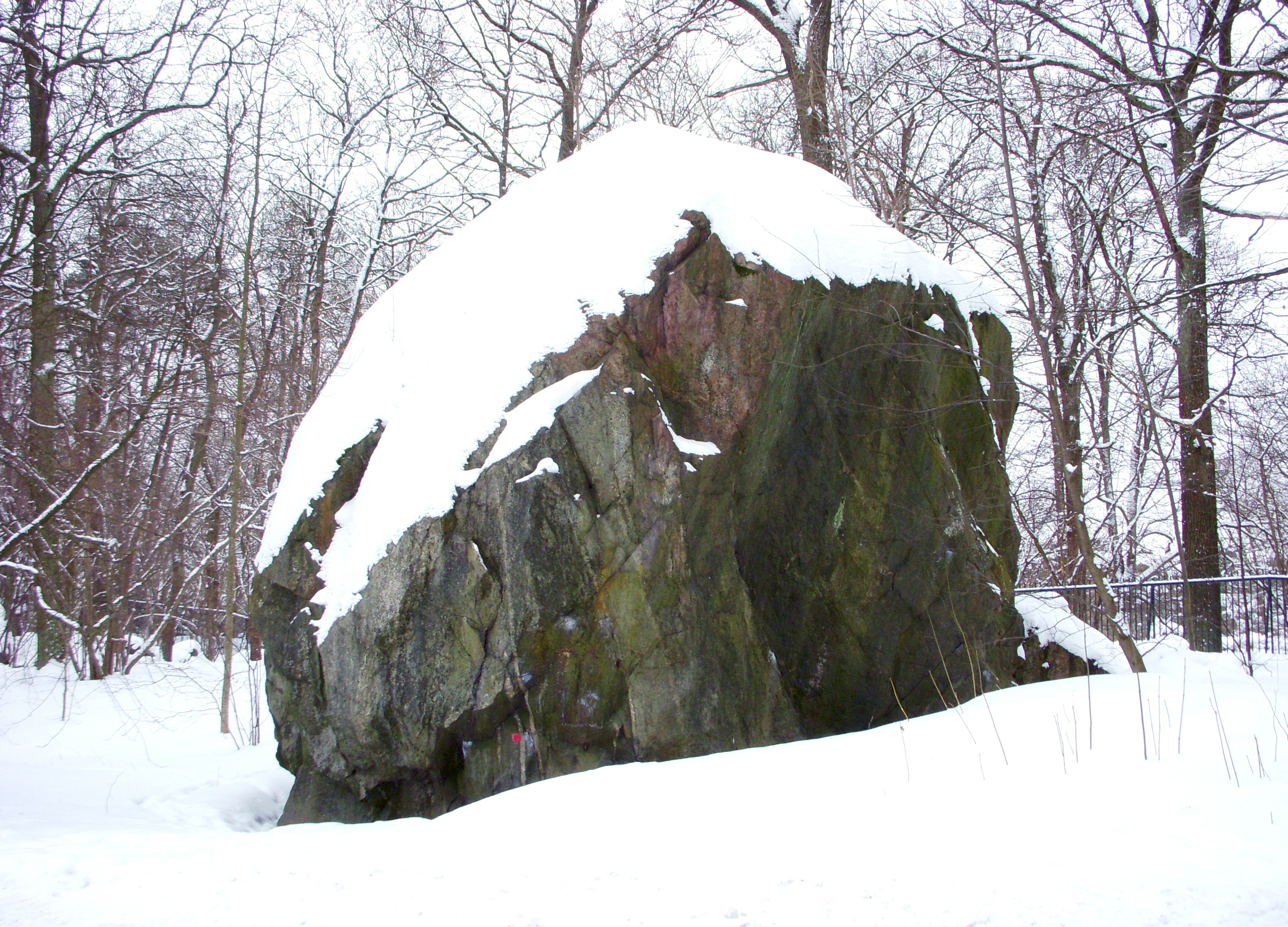
Der Findling Gustav III.

Der Findling Gustav III. (schwedisch Gustav III:s block oder Gustav III:s flyttblock) ist ein Findling (schwedisch flyttblock) im Hagaparken in Solna nördlich von Stockholm in der Provinz Stockholms län in Schweden. 
Der Block ist etwa 6,5 Meter hoch und 10,0 Meter lang und neben dem Blockhusuddens Flyttblock der am meisten beschriebene und dargestellte Felsblock Schwedens.
Der Block liegt gerade innerhalb des Parkes nahe dem Nordeingang, nicht weit vom „Stora Haga slott“. Die Geschichte verbindet den Felsblock mit Gustav III., der das als Ruine erhaltene Schloss Mitte der 1780er Jahre plante. Für das Schloss wurden große Mengen an Gestein benötigt, die teilweise neben der Baustelle gebrochen wurden. Es gab sogar den vereitelten Versuch, den Felsblock zu sprengen.